# Bofflens
Bofflens ist eine politische Gemeinde im Distrikt Jura-Nord vaudois des Kantons Waadt in der Schweiz.

## Geographie
Bofflens liegt auf 572 m ü. M., 3 km südwestlich des Ortes Orbe und 13 km südwestlich der Bezirkshauptstadt Yverdon-les-Bains (Luftlinie). Das Bauerndorf erstreckt sich im Waadtländer Mittelland auf dem Jurafussplateau zwischen der Orbeebene und der ersten Jurakette.
Die Fläche des 4,2 km² grossen Gemeindegebiets umfasst einen Abschnitt des Jurafussplateaus. Dieses ist leicht gegen Osten geneigt und bildet bei Bofflens eine kleine Mulde, die sich gegen Agiez öffnet. Östlich der Mulde befindet sich die Erhebung Pepet (589 m ü. M.). Im Süden reicht der Gemeindeboden bis an den Rand des Waldes Bioute. Nach Westen erstreckt sich das Gebiet auf die Waldhöhe Crêt des Fives, auf der mit 659 m ü. M. der höchste Punkt von Bofflens erreicht wird. Von der Gemeindefläche entfielen 1997 4 % auf Siedlungen, 23 % auf Wald und Gehölze und 73 % auf Landwirtschaft.
Zu Bofflens gehören einige Einzelhöfe. Die Nachbargemeinden von Bofflens sind im Nordosten Agiez, im Südosten Arnex-sur-Orbe, im Südwesten Croy, im Westen Romainmôtier-Envy und im Nordwesten Bretonnières.

## Bevölkerung
Mit 194 Einwohnern (Stand 31. Dezember 2023) gehört Bofflens zu den kleinen Gemeinden des Kantons Waadt. Von den Bewohnern sind 96,2 % französischsprachig, 3,2 % deutschsprachig und 0,6 % englischsprachig (Stand 2000). Die Bevölkerungszahl von Bofflens hat seit 1850 (332 Einwohner) kontinuierlich abgenommen (1900 noch 249 Einwohner, 1970 142 Einwohner).

## Wirtschaft
Bofflens ist noch heute ein landwirtschaftlich geprägtes Dorf. Dank der fruchtbaren Böden auf dem Jurafussplateau wird vorwiegend Ackerbau betrieben. Weitere Arbeitsplätze bietet das lokale Kleingewerbe an.

## Verkehr
Die Gemeinde ist recht gut erreichbar. Sie liegt an der Hauptstrasse von Orbe via Croy und über den Pass Pétra Felix in das Vallée de Joux. Durch einen Postautokurs, der von Orbe nach Vaulion verkehrt, ist Bofflens an das Netz des öffentlichen Verkehrs angeschlossen.

## Geschichte
Die frühesten Siedlungsspuren auf dem Gemeindegebiet von Bofflens gehen in die Hallstattzeit und die La-Tène-Zeit zurück. Ferner wurden auch Gräber aus dem Frühmittelalter entdeckt. Die erste urkundliche Erwähnung des Ortes erfolgte 1007 unter dem Namen in curte Bofflenis; 1011 erschien die Bezeichnung Boflinges und bereits 1049 der heutige Name. Der Ortsname leitet sich vermutlich vom burgundischen Personennamen Baudulf oder Bodulf ab.
Bofflens gehörte im 10. Jahrhundert zum Königreich Hochburgund, 1011 kam es an das Kloster Romainmôtier. Mit der Eroberung der Waadt durch Bern im Jahr 1536 wurde das Dorf Teil der Kastlanei und Landvogtei Romainmôtier. Nach dem Zusammenbruch des Ancien Régime gehörte Bofflens von 1798 bis 1803 während der Helvetik zum Kanton Léman, der anschliessend mit der Inkraftsetzung der Mediationsverfassung im Kanton Waadt aufging. Es wurde 1798 dem Bezirk Orbe zugeteilt. Bofflens besass im 19. Jahrhundert eine Berufsschule für Zimmerer und Schreiner.

## Sehenswürdigkeiten
Die Kirche von Bofflens wurde 1914 erbaut, das Schulhaus stammt aus dem 18. Jahrhundert. Im Ortskern sind einige typische Bauernhäuser aus dem 17. bis 19. Jahrhundert erhalten.